# Autoproblema não linear
Em matemática, um autoproblema não linear, às vezes um problema de autovalor não linear, é uma generalização do problema de autovalor (comum) para equações que dependem não linearmente do autovalor. Especificamente, refere-se a equações da forma
{\displaystyle M(\lambda )x=0,}
em que {\displaystyle x\neq 0} é um vetor, e {\displaystyle M} é uma função a valores matriciais do número {\displaystyle \lambda }. O número {\displaystyle \lambda } é conhecido como o autovalor (não linear), o vetor {\displaystyle x} como autovetor (não linear), e {\displaystyle (\lambda ,x)} como um par próprio. A matriz {\displaystyle M(\lambda )} é singular em um autovalor {\displaystyle \lambda }.

## Definição
Na disciplina de álgebra linear numérica, normalmente é utilizada a seguinte definição.
Seja {\displaystyle \Omega \subseteq \mathbb {C} }, e seja {\displaystyle M:\Omega \rightarrow \mathbb {C} ^{n\times n}} uma função que leva escalares em matrizes. Um escalar {\displaystyle \lambda \in \mathbb {C} } é chamado de autovalor, e um vetor não nulo {\displaystyle x\in \mathbb {C} ^{n}} é chamado de autovetor à direita se {\displaystyle M(\lambda )x=0}. Além disso, um vetor não nulo {\displaystyle y\in \mathbb {C} ^{n}} é chamado de autovetor à esquerda se {\displaystyle y^{H}M(\lambda )=0^{H}}, onde o sobrescrito {\displaystyle ^{H}} denota a transposição hermitiana. A definição de autovalor é equivalente a {\displaystyle \det(M(\lambda ))=0}, em que {\displaystyle \det()} denota o determinante.
Geralmente exige-se que a função {\displaystyle M} seja uma função holomorfa de {\displaystyle \lambda } (em algum domínio {\displaystyle \Omega })
Em geral, {\displaystyle M(\lambda )} poderia ser uma transformação linear, mas mais comumente é uma matriz de dimensão finita, geralmente quadrada.
Definição: O problema é considerado regular se existir algum {\displaystyle z\in \Omega } tal que {\displaystyle \det(M(z))\neq 0}. Caso contrário, é considerado singular.
Definição: diz-se que um autovalor {\displaystyle \lambda } tem multiplicidade algébrica {\displaystyle k}  se {\displaystyle k} é o menor inteiro tal que a {\displaystyle k}-ésima derivada de {\displaystyle \det(M(z))} em relação a {\displaystyle z} em {\displaystyle \lambda } é diferente de zero. Em fórmulas, isso significa que {\displaystyle \left.{\frac {d^{k}\det(M(z))}{dz^{k}}}\right|_{z=\lambda }\neq 0} mas {\displaystyle \left.{\frac {d^{\ell }\det(M(z))}{dz^{\ell }}}\right|_{z=\lambda }=0} para {\displaystyle \ell =0,1,2,\dots ,k-1}.
Definição: a multiplicidade geométrica de um autovalor {\displaystyle \lambda } é a dimensão do espaço nulo de {\displaystyle M(\lambda )}.

## Casos especiais
Os exemplos a seguir são casos especiais do problema de autovalor não linear.
- O problema de autovalor (usual): {\displaystyle M(\lambda )=A-\lambda I.}
- O problema de autovalor generalizado: {\displaystyle M(\lambda )=A-\lambda B.}
- O problema de autovalor quadrático: {\displaystyle M(\lambda )=A_{0}+\lambda A_{1}+\lambda ^{2}A_{2}.}
- O problema de autovalor polinomial: {\displaystyle M(\lambda )=\sum _{i=1}^{m}\lambda ^{i}A_{i}.}
- O problema de autovalor racional: {\displaystyle M(\lambda )=\sum _{i=1}^{m_{1}}A_{i}\lambda ^{i}+\sum _{i=1}^{m_{2}}B_{i}r_{i}(\lambda ),} em que {\displaystyle r_{i}(\lambda )} são funções racionais.
- O problema de autovalor com atraso: {\displaystyle M(\lambda )=-I\lambda +A_{0}+\sum _{i=1}^{m}A_{i}e^{-\tau _{i}\lambda },} em que {\displaystyle \tau _{1},\tau _{2},\dots ,\tau _{m}} são escalares dados, conhecidos como atrasos.

## Cadeias de Jordan
Definição: Let {\displaystyle (\lambda _{0},x_{0})} um autopar. Uma tupla de vetores {\displaystyle (x_{0},x_{1},\dots ,x_{r-1})\in \mathbb {C} ^{n}\times \mathbb {C} ^{n}\times \dots \times \mathbb {C} ^{n}} é chamada de cadeia de Jordan se{\displaystyle \sum _{k=0}^{\ell }M^{(k)}(\lambda _{0})x_{\ell -k}=0,}para {\displaystyle \ell =0,1,\dots ,r-1}, em que {\displaystyle M^{(k)}(\lambda _{0})} denota a {\displaystyle k}-ésima derivada de {\displaystyle M} em relação a {\displaystyle \lambda } e avaliada em {\displaystyle \lambda =\lambda _{0}}. Os vetores {\displaystyle x_{0},x_{1},\dots ,x_{r-1}} são chamados de autovetores generalizados, {\displaystyle r} é chamado de comprimento da cadeia Jordan, e o comprimento máximo de uma cadeia Jordan começando com {\displaystyle x_{0}} é chamado de rank de {\displaystyle x_{0}}.
Teorema: Uma tupla de vetores {\displaystyle (x_{0},x_{1},\dots ,x_{r-1})\in \mathbb {C} ^{n}\times \mathbb {C} ^{n}\times \dots \times \mathbb {C} ^{n}} é uma cadeia de Jordan se, e somente se, a função {\displaystyle M(\lambda )\chi _{\ell }(\lambda )} tem uma raiz em {\displaystyle \lambda =\lambda _{0}} e a raiz é de multiplicidade pelo menos {\displaystyle \ell } para {\displaystyle \ell =0,1,\dots ,r-1}, em que a função a valores vetoriais {\displaystyle \chi _{\ell }(\lambda )} é definida como{\displaystyle \chi _{\ell }(\lambda )=\sum _{k=0}^{\ell }x_{k}(\lambda -\lambda _{0})^{k}.}

## Não linearidade de autovetor
A não linearidade de autovetores é uma forma de não linearidade relacionada, mas diferente, que às vezes é estudada. Neste caso, a função {\displaystyle M} leva vetores em matrizes, ou às vezes matrizes hermitianas em matrizes hermitianas.

## Leitura complementar
- Françoise Tisseur e Karl Meerbergen, "The quadratic eigenvalue problem," SIAM Review 43 (2), 235-286 (2001) (link).
- Gene H. Golub e Henk A. van der Vorst, "Eigenvalue computation in the 20th century," Journal of Computational and Applied Mathematics 123, 35-65 (2000).
- Philippe Guillaume, "Nonlinear eigenproblems," SIAM Journal on Matrix Analysis and Applications 20 (3), 575–595 (1999) (link).
- Cedric Effenberger, "Robust solution methods fornonlinear eigenvalue problems", tese de doutorado EPFL (2013) (link)
- Roel Van Beeumen, "Rational Krylov methods fornonlinear eigenvalue problems", tese de doutorado KU Leuven (2015) (link)